# نوو دوور پرودنگتسکی
نوو دوور پرودنگتسکی (به لاتین: Nowy Dwór Prudnicki) یک روستا در لهستان است که در گمینا کراپکوویتسه واقع شده‌است.